# Гинайс, Войтех
Войтех Гинайс (чеш. Vojtěch Hynais; 14 декабря 1854, Вена — 22 августа 1925, Прага) — чешский художник, график и дизайнер.

## Жизнь и творчество
Родился в семье чеха-портного, переселившегося в Вену. Получил домашнее образование, так как отец не хотел отдавать своих детей в немецкие школы. В 1871 году поступает в венскую Академию изящных искусств. Продолжил учёбу в Риме в 1874—1875 и в 1877 годах, и завершил художественное образование в Париже. Во Франции художник в 1883 году женится. В 1893 году становится профессором в пражской Академии изобразительных искусств.
Во время пребывания в Италии художник создаёт преимущественно полотна на религиозные и мифологические темы. В 1880-е годы участвовал в работах по художественному декорированию пражского Национального театра, для которого создал большой занавес, а также картины Мир и Аллегория весны, лета и осени. Работал также для Пантеона Народного музея в Праге. С 1889 по 1892 год Гинайс — главный график фирмы Sérves. В этот же период стал одним из членов-основателей Венского сецессиона.
Гинайс был известен как замечательный портретист; писал также пейзажи. Сторонник натурализма в искусстве.

## Награды
Гинайс был награждён орденом Почётного легиона (офицер ордена). Член Чешской Академии науки, словесности и искусства, почётный доктор искусств. Художнику также была присуждена Золотая медаль Фюгнера.

## Галерея

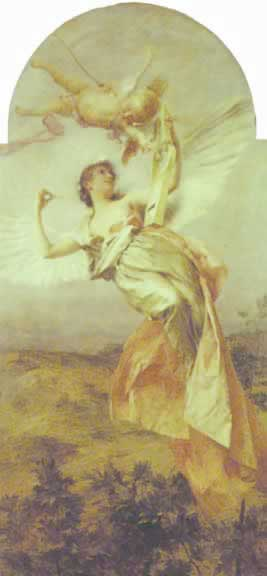
Поэзия (1885)
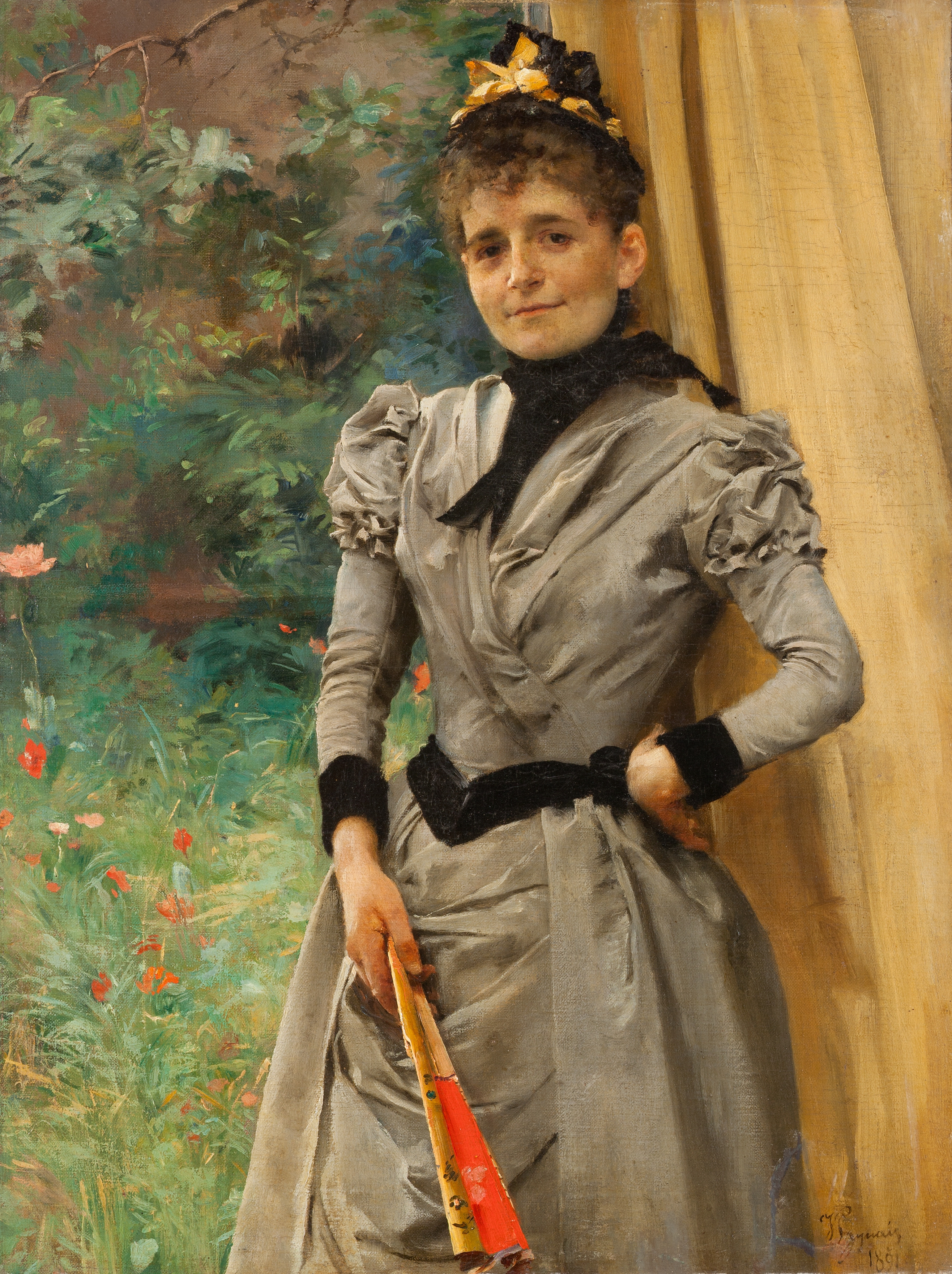
Портрет женщины с веером
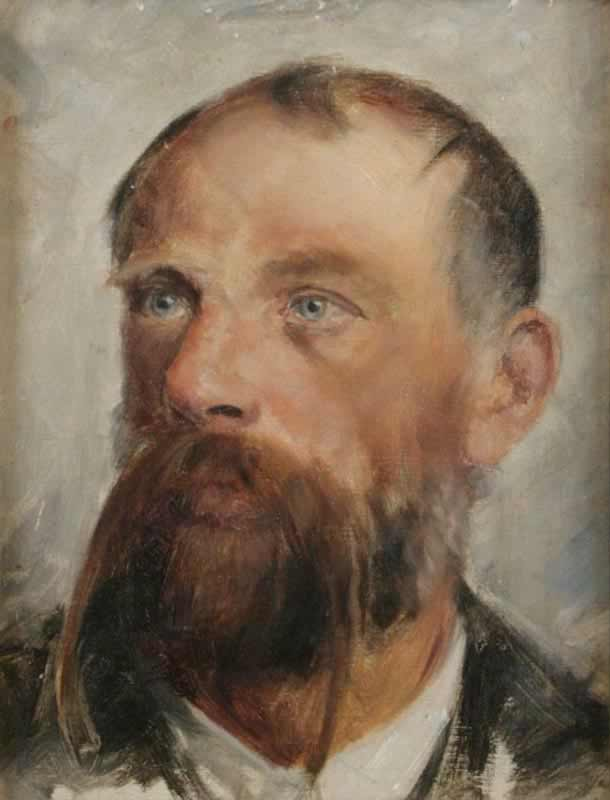
Портрет поэта Ярослава Врхлицкого
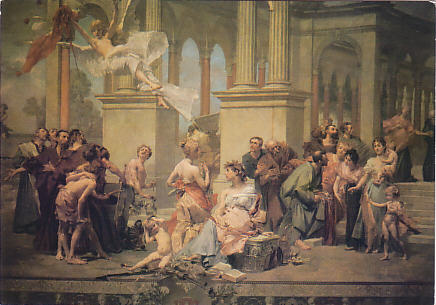
Росписи пражского Народного театра (1883)
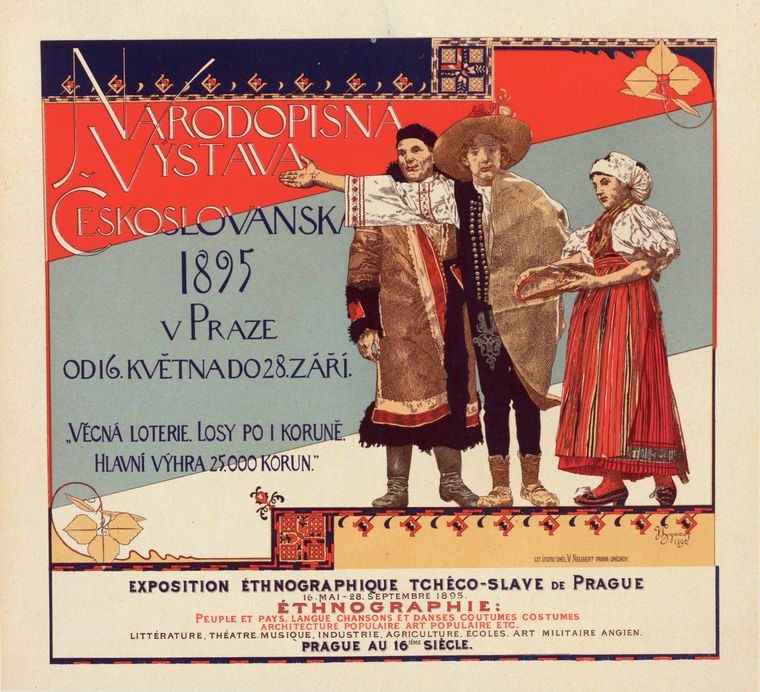
Плакат к Чешской национальной выставке (1895)